# Józef Drohojowski (zm. 1811)
Józef Drohojowski herbu Korczak z Drohojowa, (ok.1740-1811) – reformata, misjonarz, pod koniec życia prowincjał Małopolski.

## Biografia
Urodził się 28 X 1739 w Zamościu jako syn Józefa, kasztelana przemyskiego i Barbary Wolskiej. Po ukończeniu studiów wstąpił do zakonu reformatów (3 IV 1756 w Wieliczce).
Przez pewien czas był kaznodzieją w Przemyślu, w 1783 wybrany został przez kapitułę w Solcu na urząd definitora prowincji małopolskiej. W latach 1788–1791 przebywał jako misjonarz na Wschodzie biblijnym, m.in. w Egipcie i w Palestynie. Był definitorem kustodii Ziemi Świętej, gwardianem na Cyprze i wiceprefektem misji.
Swoją podróż, podczas której zwiedził m.in. Aleksandrię, Damiettę, Rosettę i Kair, opisał w dwutomowym dziele Pielgrzymka ks. Józefa Drohojewskiego, reformata, do Ziemi Świętej, Egiptu, niektórych zachodnich i południowych krajów, odbywa w r. 1788, 89, 90, 91, pobożno-ciekawej publiczności ofiarowana.
W 1797 został wizytatorem prowincji wielkopolskiej, a w 1798 został wybrany kustoszem prowincji. W 1804 kapituła w Stopnicy powołała go na stanowisko prowincjała Małopolski. Sprawował ten urząd przez dwa lata. Zmarł w grudniu 1811 w klasztorze reformatów w Krakowie.

## Twórczość
- Pielgrzymka ks. Józefa Drohojewskiego, reformata, do Ziemi Świętej, Egiptu, niektórych zachodnich i południowych krajów, odbywa w r. 1788, 89, 90, 91, pobożno-ciekawej publiczności ofiarowana, Kraków 1812.